# منير كنعان
منير داود كنعان (13 فبراير 1919 – 29 ديسمبر 1999) هو رسام ومخرج فني وصحفي وفنان تشكيلي مصري.

## حياته ونشأته
ولد منير كنعان بحي الظاهر في 13 فبراير 1919 في القاهرة، من أسرة لبنانية، بدأ مشواره وحياته العملية رساماً ومخرجاً فنياً للكتب والمطبوعات وهو لم يتجاوز بعد السابعة عشرة من عمره، ثم عمل رساماً صحفياً لصحيفة الهلال، ومصوراً في دار مؤسسة أخبار اليوم حتى أصبح مستشاراً فنياً فيها، بدأ نشاطه الفني من مرسمه بالقلعة بيت الفنانين عام 1945. تنقل في لوحاته بين التصوير بالألوان المائية والألوان الزيتية، قال عنه جورج حنين: «إن كنعان يزرع مسامير لكي يسقط المساحة، ويستعمل الخيط كي يفك العقد، ويستخدم مصاريع الخشب لكي يرى خلال وإزاء كل شىء، وبخيوط الحديد يشيد أسوارًا، وهذا هو سيد المتناقضات وآمرها، المصور الحصين الذي يجعل المادة تعبر عما هو خاص بالإنسان وحده. في هذا النوع من الجاذبية المقطوعة حيث يحمل مشكلة سقوط الأجسام».

## معارضه
شارك في العديد من المعارض المحلية والدولية من اهمها:
- بينالي ساو باولو - البرازيل عام 1953.
- بينالي زغرب - يوغسلافيا في الفترة ما بين عام 1964 وحتى عام 1974.
- بينالي مونتريال - كندا عام 1965.
- بينالي المانيا الغربية عام 1970.
- معرض الفن المصري المعاصر الذي اقيم في باريس عام 1974.
- معرض الأكاديمية المصرية - روما عام 1981.[7]

## جوائز
- الجائزة الأولى في أول بينالي عربي 1984.
- جائزة الدولة التقديرية 1997.
- تكريم لأسم الفنان بمعرض صالون الشباب 2001.
- تكريم من الصالون الأول للفن التشكيلى بمؤسسة الاهرام 2014.

## وفاته
توفي منير كنعان في 29 ديسمبر 1999 عن عمر ناهز 80 عاماً.

## روابط خارجية
- منير كنعان - مؤسسة الشارقة للفنون.
- أعمال منير كنعان
- أعماله على موقع askart